# Esbjerg Spejdermuseum
Esbjerg Spejdermuseum er en forening bestående af spejdere fra de 4 "gamle" spejderkorps KFUM-spejderne, KFUK-spejderne, Det Danske Spejderkorps og Det Danske Pigespejderkorps. På Esbjerg spejdermuseum kan man lære om spejderbevægelsen fra dens start i 1907 og frem til i dag. Museet er kun åbent efter aftale. Se nærmere på hjemmesiden www.Esbjerg-spejdermuseum.dk